# Adinandra integerrima
Adinandra integerrima es una especie de planta dentro de la familia de las Theaceae. Se puede encontrar en Malasia y en Singapur. Está en peligro debido a la destrucción del hábitat. 